# 憲法黨 (美國)
憲法黨（英語：Constitution Party）是一个美国政党，旧名美国纳税人党（U.S. Taxpayers' Party），创建于1991年。其立党理念为“《美国宪法》在现今的人类关系中仍未过时” 。该党的宣言基于对《美国宪法》的原始主义解释，并根据《独立宣言》，《权利法案》，《宪法》和《圣经》中提出的原则而形成。创始成员包括2016年总统候选人達雷爾·卡斯爾和前代理经济机遇办公室主任 Howard Phillips 。
宪法党的候选人与宣言有“七大原则”。这些原则和宣言文件大多直接引用美国开国者们和早期著名政治人物的言论，以及《美国宪法》《联邦党人文集》《独立宣言》等。
截至2018年3月，宪法党共有25名成员赢得了市议会的席位和分布在美国各地的其它市政办公室的职位。在注册党员人数方面，宪法党已经成为美国的第五大党。
该党自称维护《美国宪法》和《圣经》道德标准，立场极其保守，反对政府干预经济，主张严厉控制边界阻止非法移民，反对同性婚姻及枪械管制，并支持政府立法维护保守道德观。

## 党史大事
1991年，霍华德·菲利普斯创建了美国纳税人党，并成为该党 1992年、1996年 和 2000年 的总统候选人。1999年，美国纳税人党改名为宪法党，不过某些州的派系叫着不同的名字。宪法党吸收了美国独立党。宪法党宣称是茶党（美国一群反对加税和主张采取保守经济政策的右翼人士）的“哲学之家”。
宪法党候选人，前国会议员汤姆·谭奎多在2010年科罗拉多州州长选举中以617,030票获得第二名（36.4％的选票），领先共和党人Dan Maes（11.1％）。2006年，当时的蒙大拿州宪法党人里克·乔尔（Rick Jore）以56.2％的选票拿下了蒙大拿州众议院，击败了民主党人珍妮·温德姆（Jeanne Windham）。

## 党的纲要
现行纲要：2016—2020年纲要可在其官网下载 。共有31条准则。